# キャッフィー
キャッフィーは、滋賀県にて2008年10月18日より4日間にわたって開催された、第21回全国スポーツ・レクリエーション祭『スポレク滋賀2008』のマスコットである。滋賀県にある琵琶湖に生息するビワコオオナマズをモチーフとしてデザインされた。キャッフィーという名前は、ナマズの英名『キャットフィッシュ』に由来する。
本項目では、キャッフィーと同様にビワコオオナマズをモチーフにし、2025年に滋賀県で開催される第79回国民スポーツ大会・全国障害者スポーツ大会のマスコット「チャッフィー」についても記載する。

## プロフィール
2007年4月27日に誕生する。性別は不明だが、自分のことを「ぼく」と呼ぶ。出身地は琵琶湖・竹生島付近。
性格は、チャレンジ精神旺盛、何事にも一生懸命で子ども好き。また、人を楽しませることが大好きである。その反面、のんびり屋でなまけ者でもあり、陸上では疲れやすいこともあり、目を離すとすぐに昼寝をしてしまう。苦手なことは場の空気を読むこと。好きなスポーツはサッカー、エアロビクス。見た目のわりに運動神経がよく、トランポリンなどもこなすが、頭でっかちのせいか走るとよく転ぶ。好きな食べ物はエビ。得意技はエアロビの師匠から伝授されたキャッフィーターン。
キャッフィーが着ているタンクトップの『S』は滋賀県、スポーツの頭文字である。また、胸に「キャッフィー」と書かれたタンクトップを着たバージョンも存在。ファッションには気を使う方で、様々なシチュエーションに応じたコスチュームを着こなすが、メタボリックな体型のため全てがオーダーメイド。ときには口紅などメイクを施すこともある。出かけると必ず晴れる『晴れナマズ』だという噂がある。
着ぐるみはバルーンタイプで、複数体作成。開会式では10体のキャッフィーが同時に登場したが、全部で14体の兄弟がいるらしい。しかし、年間約60回もイベントに参加し、色あせが目立ち、目や足の生地がはがれ、膨らみもなくなってきたことから、2020年、体を新しくするための資金を集めるクラウドファンディングなどを行った。当初の目標80万円を越え、100万円以上が集まった。寄附金は着ぐるみや雨でも活動できる合羽の製造、国スポ・障スポ大会の広報費に充てられる。
『スポレク滋賀2008』終了後は『平成21年度全国高校総体（2009近畿まほろば総体）』において滋賀県で開催されるボート、アーチェリー競技を盛り上げるためのPRに活躍。
2009年3月4日、滋賀県のイメージキャラクターとして任命され、先輩のうぉーたんと共に滋賀県と滋賀県のスポーツ振興のPRを担当することになった。
2017年6月13日にチャッフィーとともに第79回国民スポーツ大会・全国障害者スポーツ大会(2024わたSHIGA輝く国スポ・障スポ)のマスコットキャラクターに就任した。

## チャッフィー
チャッフィーは、2024年に滋賀県で開催される予定の第79回国民体育大会・全国障害者スポーツ大会のマスコット。2017年6月13日、滋賀県の広報・県民運動専門委員会において正式に決定した。キャッフィー同様にビワコオオナマズをモチーフにしたマスコットで、2つ下の幼なじみの設定となっている。デザインは、埼玉県狭山市のデザイナーによる応募作品で、キャッフィーが青色に対してチャッフィーは赤色を使用している。名前には人の心をキャッチするという意味も込められている。
なお、当初チャッフィーのデザインにはスカートを使用していたが、スポーツにそぐわない理由でスカートからズボンに変更した。また、当初女の子の設定から性別をなくした設定にも変更している。

## 出演番組
- うぉーたん&キャッフィーのShigaはっぴいライフ 2009年10月20日 - 18:55～19:00火曜日放送(不定期) - びわ湖放送

## 関連グッズ
- キャッフィーのおたよりセット（ポストカード10枚セット／ショッカー商店）
- キャッフィー焼（道の駅アグリの郷栗東）
- 目力UP!ぶる〜べり〜ジュース（株式会社いのうえ）